# Haylee Wanstall
Haylee Wanstall, née le 21 décembre 1992 à Toronto en Ontario (Canada), est une actrice de cinéma qui commence sa carrière à l'âge de 7 ans dans la série télévisée Queer as Folk. À l'âge de 8 ans, elle joue dans The Safety of Objects.

## Filmographie
- 2000 : Queer as Folk  - Saison 1 -2 Episodes 2 - 6[3]
- 2001 : The Safety of Objects de Rose Troche[4], Rayanne une enfant sourde et muette[5].
- 2004 : Sugar, dans le rôle de Cookie[6],[7]
- 2005 : Treize à la douzaine 2
- 2017 : Last night in Suburbia[8]

## Séries TV
- 2000 - 2001 : Queer as folk[9]
- 2002 : Monk[10].